# Garfield et ses amis
Garfield et Cie
Garfield et ses amis (Garfield and Friends) est une série télévisée d'animation américaine en 121 épisodes de 25 minutes, diffusée entre le 17 septembre 1988 et le 10 décembre 1994 sur le réseau CBS. Chaque épisode est composé de deux segments de 7 minutes de Garfield (soit 242 segments au total) et d'un segment de la série La Ferme d'Orson (U.S. Acres (en)) entre les deux.
Douze épisodes TV Specials d'environ 24 minutes ont été produits entre 1982 et 1991.
En France, la série a été diffusée entre 1998 et 2003 sur TF1 dans TF! puis brièvement sur Gulli en 2008. Au Québec, des épisodes TV Specials apparaissent en décembre 1989 dans Ciné-Cadeau à Radio-Québec, puis des segments de la série en décembre 1990 et 1991, puis hebdomadairement à partir du 6 septembre 1992, et rediffusée à partir du 1er septembre 1997 sur Canal Famille.

## Synopsis
John Arbuckle aurait bien aimé avoir un chat normal. Ce genre d'animal qui ne demande rien d'autre qu'un bol de nourriture et quelques caresses pour être heureux. Malheureusement pour lui, Garfield est bien des choses, mais un chat normal, alors ça non. En effet, le matou amateur de lasagnes ne se contente pas de paresser devant la fenêtre, il profite souvent de la moindre distraction de son maître pour faire les quatre cents coups.

## Voix

### Voix originales
- Lorenzo Music : Garfield
- Gregg Berger : Odie et Orson
- Thom Huge : Jon Arbuckle, Binky le Clown, Roy le Coq, Gort
- Julie Payne : Docteur Liz Wilson, Lanolin
- Howard Morris : Wade Duck, Wart
- Frank Welker : Bo, Booker, Sheldon, Mort
- Desirée Goyette : Nermal
- Victoria Jackson : Penelope
- James Earl Jones : Diablo
- Greg Berg : voix additionnelles

### Voix françaises
- Claude Nicot : Garfield
- Michel Mella : Garfield (voix chantée)
- Philippe Peythieu : Odie et Orson
- Barbara Tissier : Nermal, Dr Liz Wilson, Penelope
- Jean-Claude Corbel : Bo, Booker, Sheldon, Mort
- Vincent Grass : Jon Arbuckle
- Roger Carel, Catherine Lafond, Jacques Ferrière et Séverine Morisot : voix additionnelles

Cette distribution ne concerne que deux TV Specials. La série "Garfield et ses amis" n'a pas été doublé en France.

### Voix québécoises
- Adaptation : Pierre Cadieux, réalisée avec la participation de Téléfilm Canada, direction de plateau: Gilbert Lachance, chanson thème interprétée par Luc Durand, Sébastien Dhavernas, Gilbert Lachance et Daniel Lesourd
- Luc Durand : Garfield
- Jean-Louis Millette : Odie, Narrateur au Far-West
- Jacques Lavallée : Jon Arbalète
- Marc Labrèche : Binky le clown, présentateur, un renard, frère d'Orson numéro 2, Bigoudi (voix), la souris
- Johanne Garneau : Nermal, Dr Liz Wilson, Neveu Rusco
- Sébastien Dhavernas : Orson, Bigoudi (chant)
- Luis de Cespedes : Frère d'Orson numéro 3
- Daniel Lesourd : Ricko, Frère d'Orson numéro 1
- Gilbert Lachance : Coin-Coin, Perroquet imitateur
- Claudie Verdant : Frisette
- Aubert Pallascio : Cactus Cake
- Ronald France : Dragon chinois, Hermann le facteur

 Source et légende : version québécoise (VQ) sur Doublage.qc.ca

## Épisodes

### Spéciaux (1982-1991)
1. Voilà Garfield (en) (1982)
2. Garfield on the Town (en) (1983)
3. Garfield en vacances (en) (1984)
4. Garfield's Halloween Adventure (en) (1985)
5. Garfield au paradis (en) (1986)
6. Garfield Goes Hollywood (en) (1987)
7. Le Noël de Garfield (en) (1987)
8. Garfield et ses 9 vies (en) (1988, 48 minutes)
9. Garfield's Babes and Bullets (en) (1989)
10. Garfield's Thanksgiving (en) (1989)
11. Garfield's Feline Fantasies (en) (1990)
12. Garfield Gets a Life (en) (1991)

### Série (1988-1994)
Les épisodes n'ont pas de titres.

## Commentaires
La série est fondée sur l'univers de la bande dessinée américaine Garfield de Jim Davis, ainsi que son autre bande dessinée U.S. Acres (en).

### Chanson thème
Lors de la première saison (1988-1989), la chanson thème portait sur la chanson des amis. Entre les deuxième et quatrième saisons (1989-1992), la chanson comprenait un peu de rock. Dès la cinquième saison jusqu'à la septième saison (1992-1994), la chanson portait sur des images des épisodes.

## Produits dérivés

### DVDetVHS
En 2000, sur VHS et DVD, les épisodes des deux premières saisons furent lancés par Imavision Direct. Les saisons 3 à 5 sont lancées cette fois par Empire Disques et Vidéos (EMPV-1008 à EMPV-1010). Les deux dernières sont distribués par Alliance Atlantis Vivafilm.